# Біла Колп
Бі́ла Колп (рос. Белая Колпь) — село в міському окрузі Шаховська Московської області Росії.
Населення станом на 2010 рік — 878 осіб.

## Географія
Розташоване на заході Московської області, у північно-східній частині Шаховського району, на річці Муравці басейну Шоші, в 13 км від селища міського типу Шаховська, з яким пов'язано прямим автобусним сполученням. У селі 21 вулиця. Найближчі населені пункти — села Беркуново, Затесово і Пленицино.

## Історія
Село Колп було центром однойменної волості, яка вперше згадується в міновій грамоті московського князя Івана III в 1497 році. Назва волості, села і розташованої там само річки Колп'яни пов'язана з назвою якогось птаха (чаплі, косаря чи лебедя). Тоді тверські села Колп і Буйгород були віддані в обмін волоцьким князям Івану і Федору Борисовичам.
Тривалий час село було двірським (великокняжим, царським). На початку XVI століття тут розташовувався теремний палац Василя III. Князь часто бував у цих місцях в останні роки життя: в Йосифовому монастирі на богоміллі та на полюванні в Білій Колпі. Очевидно, що в період існування як царського село Колп (паралельно вживалася назва Андріївське) було звільнене від повинностей (належало до «білих земель»), внаслідок чого одержало означення «Біла». Народно-етимологічна версія пов'язує топонім з приїздом царя Івана IV, якого жителі ніби «вийшли зустрічати в білих ковпаках».
У Смутний час зазнало розорення. У 1634 році село Андріївське-Колп продано боярину Василю Івановичу Стрешнєву.
У 1658 році село переходить у володіння стольника Степана Микитовича Шаховського і протягом понад 250 років є родовим маєтком Шаховських. Наприклад, у 1769 році селом Колпинського стану Волоколамського повіту Московської губернії володів лейб-гвардії секунд-майор, князь Олександр Олексійович Шаховський. У селі було 59 дворів і 214 душ.
У XVIII столітті побудована садиба, перебудована на початку XIX століття. Садиба включала в себе головний садибний будинок (не зберігся), будинок управителя, стайню (збереглися залишки), каретню (збереглися залишки), псарню (втрачена в 1980-ті), Андріївську церкву (1807), цегляну огорожу (не збереглася), терасний парк, липовий парк, загату на річці Муравка.
До XVII століття у селі були дві дерев'яні церкви — на честь мученика Андрія Стратилата і на честь чудотворців Косьми і Даміана — обидві спалені під час литовської навали в 1626 році. У 1686—1691 роках була збудована нова дерев'яна церква Андрія Стратилата. Кам'яний храм (Андріївська церква) в честь Воскресіння Христового з боковими вівтарями на честь Андрія Стратилата і муромського князя Костянтина і дітей Михайла і Федора побудований у 1807 році за особистим проектом князя Михайла Олександровича Шаховського в стилі класицизму. У 1818 році була збудована триярусна дзвіниця. Після смерті князя М. О. Шаховського в 1817 році, у володіння селом Біла Колп вступив його син Валентин Михайлович Шаховський.
У середині XIX століття село Біла Колп належало до 1-го стану Волоколамського повіту і належало Валентину Михайловичу Шаховському. У селі було 34 двори, селян 135 душ чоловічої статі та 150 душ жіночої. З другої половини XIX століття узвичаюється найменування «Біла Колп», а паралельне «Андріївське» виходить з ужитку.
У «Списку населених місць» 1862 року — власницьке село 1-го стану Волоколамського повіту Московської губернії, ліворуч від Московського тракту, що йшов від кордону Зубцовского повіту на місто Волоколамськ, у 18 верстах від повітового міста, при ставку і криницях, з 53 дворами, 406 жителями (198 чоловіків, 208 жінок) і церквою.
У 1886 році — 41 двір, 331 житель, церква, крамниця і сироварний завод.
За даними на 1890 рік село входило до складу Кульпінської волості, число душ чоловічої статі становило 142 людини, була квартира поліцейського урядника.
Останнім власником села був син таємного радника Олександра Валентиновича Шаховського, Валентин Олександрович Шаховський (1885—1927).
У 1913 році в селі — 55 дворів, земське училище, 2 чайні, 2 овочеві і 1 казенна винна крамниці, цегельня, а також маєток з камерою земського начальника 3-ї дільниці.
У 1918 р. маєток Шаховських націоналізований. У 1921 році в будинку управителя відкрилася початкова школа (у 1928 р. перетворена на семирічну). Тоді ж був втрачений садибний князівський будинок (за одними даними — згорів у 1919 році, за іншими — розібраний на будматеріал для будинків у с. Беркуново).
За матеріалами Всесоюзного перепису населення 1926 року — два села Білоколпської сільради Раменської волості. Південна частина села йменується як село Червона Колп (рос. Красная Колпь), очевидно, з ідеологічних міркувань. У «Білій Колпі» (центр сільради) налічувалося 43 господарства (35 селянських), 243 жителі (126 чоловіків, 117 жінок), були школа і районна бібліотека. У «Червоній Колпі» (південна частина) було 30 господарств (29 селянських) і 177 жителів (73 чоловіки, 104 жінки). Наприкінці 1930-х років закрито церкву.
У жовтні 1941 р. — січні 1942 р. село перебувало під нацистською окупацією, визволене під час Московської битви.
У 1950 р. утворений колгосп «Победа», центральна садиба якого розмістилася в Білій Колпі. У 1959 р. він був об'єднаний з колгоспом ім. Жданова (с. Коптязіно). У 1961 році перетворений у радгосп ім. М. І. Калініна. Наприкінці 1960-х починається будівництво мікрорайону з багатоквартирних 2- і 3-поверхових будинків. У 1969 році збудована нова будівля восьмирічної школи. У 1970 р. відкрито будинок культури, у 1983 р. зведений тваринницький комплекс.
У 1992 р. сільська школа стала середньою. 1993 року радгосп ім. Калініна ліквідований, на його місці виникли 6 селянських господарств.
У 1994—2006 рр. Біла Колп — центр Білоколпського сільського округу Шаховського району.
У 1997 році напівзруйнована церква Андрія Стратилата, що за часи СРСР використовувалася під сховище зерна й добрив, була повернута вірянам, почалася реставрація. У 1998—1999 роках здійснені газифікація села, перебудова сільської котельні з мазутного на газове обладнання.
2006—2015 рр. — село сільського поселення Раменське Шаховського району.
2015 — дотепер — село міського округу Шаховська Московської області.

## Сучасність
Зі споруд колишньої садиби в селі збереглися церква Андрія Стратилата, руїни будинку управителя, напівзруйновані стайня і каретня, рештки ставка, липовий парк. Біля будинку культури — пам'ятник загиблим у Другій Світовій війні.